# Carcinops parvula
Carcinops parvula är en skalbaggsart som beskrevs av J. E. Leconte 1860. Carcinops parvula ingår i släktet Carcinops och familjen stumpbaggar. Inga underarter finns listade i Catalogue of Life.